# Cusimanse capplà
El cusimanse capplà (Crossarchus platycephalus) és una espècie de mamífer carnívor de la família de les mangostes (Herpestidae).

## Descripció
Té un aspecte molt semblant al de la mangosta fosca, de la qual, de vegades, se la considera una subespècie. Les diferències es basen principalment en la cabellera del coll. La longitud del cos d'aquests animals varia entre 30 i 36 centímetres, la de la cua és d'entre 16 i 21 centímetres, i té un pes que varia entre 500 i 1.500 grams. El seu pelatge és de color marró fosc o negre. El seu cos és prim i allargat, i la seva cua és relativament curta, igual que les potes, que tenen cinc dits equipats amb fortes urpes. El seu crani és el característic del seu gènere, amb un musell allargat i unes orelles rodones i petites, i una dentadura que està formada per 36 dents, distribuïdes en 3 incisives, 1 canina, 3 premolars i 2 dents molars.

## Distribució i hàbitat
Es troben al centre d'Àfrica, on s'estenen des del sud de Benín i de Nigèria al Camerun, la República Centreafricana i al nord-oest de la República del Congo. Es desconeix si viuen al Gabon.
El seu hàbitat és principalment el sotabosc de les selves tropicals i dels boscos de ribera. Suporten relativament bé la proximitat d'humans, amb qui cohabiten per exemple al delta del Níger, en les zones formades per camps i boscos.

## Comportament
Es coneix molt poc sobre la seva forma de vida. El més probable és que estigui activa durant el dia i visqui en grups que deambulen pel seu territori sense un cau fix.

## Dieta
La seva alimentació es basa en petits invertebrats i vertebrats, que troba cercant pel terra del bosc o a troncs podrits.

## Estat de conservació
Tal com succeeix amb altres espècies del seu gènere, són caçades per la seva carn, però fora d'això no es coneix que pateixin grans amenaces. Per això, la Unió Internacional per a la Conservació de la Natura (UICN) l'ha catalogada com una espècie en risc mínim.